# Vila JUDr. Eduarda Šrota
Vila JUDr. Eduarda Šrota je městská rodinná vila v Olomouci, která byla postavena v historizujícím stylu novorenesance v letech 1923–1924. Od roku 1981 byla zařazena na seznam nemovitých kulturních památek. Počátkem 21. století byla obytná funkce objektu změněna na pracovní prostředí architektonické kanceláře.

## Historie
Vilu si nechal postavit advokát JUDr. Eduard Šrot, rodák z Litovle, jako obytný dům pro svou rodinu. Autorem projektu byl pražský architekt Ladislav Skřivánek, který v té době pracoval na regulačním plánu města Olomouce. Stavbu provedl olomoucký stavitel Jan Komrska v letech 1923–1924. Na dům na okraji městského parku původně navazovala zahrada s bazénem, sochařskou výzdobou, altánem a parkovou úpravou. Koncem třicátých let byl bazén zrušen a část zahrady byla zastavěna obytným domem se šesti nájemnými byty.
Po roce 1948 museli majitelé část vily poskytnout nájemníkům, kteří obývali upravené přízemí. Potomci původních majitelů v objektu, který byl ve značně zchátralém stavu, bydleli až do přelomu 20. a 21. století. V letech 2011 až 2017 byla vila citlivě rekonstruována architektonickým ateliérem, který v ní má své sídlo. Spolek Za krásnou Olomouc tento projekt ocenil čestným uznáním rámci Ceny Rudolfa Eitelbergera za rok 2017.

## Popis

### Exteriér
Dům je umístěn v okrajové části Čechových sadů v blízkosti centra města Olomouce na třídě Spojenců, kde se nachází několik dalších honosných vil z počátku 20. století. Z uliční strany je pozemek ohraničen vysokou zdí zakončenou nízkým kovovým zábradlím přerušovaným zděnými sloupky. Od parku je dům z jižní strany oddělen pouze kovovým zábradlím se zděnými sloupky. Na jižní straně navazuje na dům nevelká zahrada.
Volně stojící jednopatrový objekt hranolového tvaru má vysokou sedlovou střechu, která výrazně přesahuje půdorys domu. Střecha je kryta pálenou taškou, která barevně kontrastuje s bíle omítnutou zděnou nástavbou na jejím hřebenu. Po obvodu střechy těsně nad římsou jsou rozmístěna vikýřová okna (po čtyřech na delších stranách, z boku po jednom). Asymetricky situovaný vstup z ulice je řešen krytou chodbou s valbovou střechou, která vede od obvodní zdi až ke schodišťovému válci v rohu budovy na pravé straně. Na třech stranách budovy jsou umístěny nad sebou dvě řady pravoúhlých oken s hladkými kamennými šambránami, okna v přízemí jsou vyšší. Fasáda do ulice má pět okenních os, druhé dvě po sedmi. V severní jsou jen schodišťová okna a čtyři malá okénka (tři v přízemí a jedno v patře). K jižní straně je přistavena zděná terasa s výhledem do zahrady.

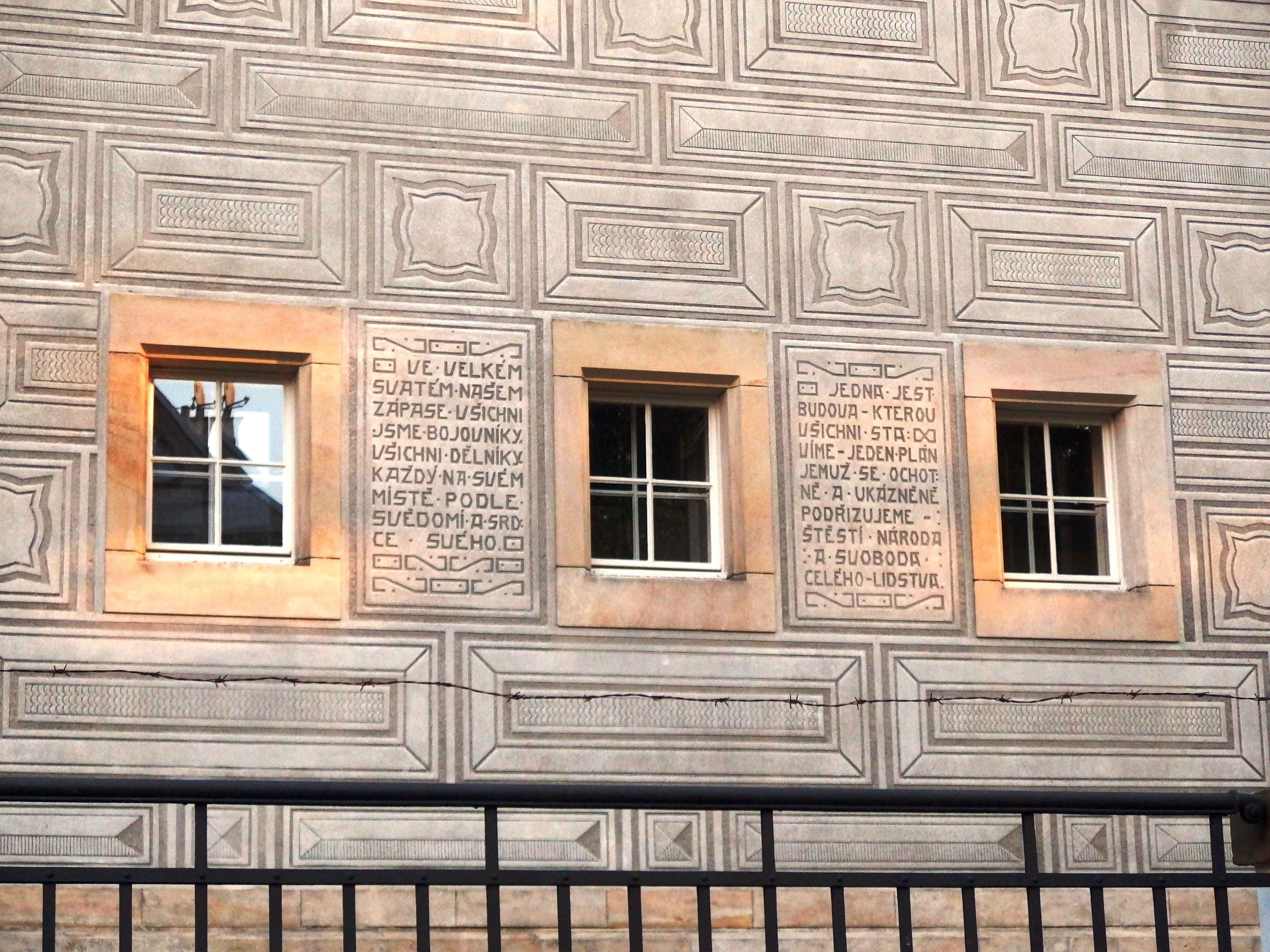
Detail nápisů na boční fasádě

Všechny fasády pokrývají psaníčková sgrafita, nároží jsou zvýrazněna kamennou bosáží. Na obou bočních fasádách a fasádě do parku jsou rozmístěny jednoduché kartuše s citáty z Nerudových Zpěvů pátečních a veršů Svatopluka Čecha. Na vodorovné lince pod římsou jsou vyryty různé mravoučné nápisy, např. „Silou proti mdlobě, vzdorem proti zlobě, ale s láskou / k sobě.“ nebo „Vydržet oheň! Zachovat odvahu ! Nepopustit v sebevíře! Věrně stát ke svobodě!“. Jsou zde také údaje o stavebnících, projektantovi a staviteli. Mezi dvěma řadami oken v zahradní fasádě jsou umístěny medailony se symboly různých povolání. Na nároží pod střešní římsou pak kamenný portrét architekta Ladislava Skřivánka.

### Interiér
Interiér je rozdělen do čtyř podlaží. Suterén a podkroví byly původně využívány pro obsluhu. V prvním patře byly pokoje rodičů a dětí. Do zahrady směřovala otevřená veranda, která byla v pozdějších letech zrušena a upravena do dnešní podoby s řadou oken. V přízemí se nacházely společenské prostory s kazetovými stopy a dřevěným obložením. Ze zimní zahrady se vycházelo na boční terasu a do zahrady. 
Při rekonstrukci na počátku 21. století byl interiér upraven pro potřeby ateliéru architektů.